# Cussy-les-Forges
Cussy-les-Forges est une commune française située dans le département de l'Yonne en région Bourgogne-Franche-Comté.
Ses habitants sont appelés les Casséens.

## Géographie
Cussy-les-Forges est un village du Sud de l'Yonne, sur la nationale 6 entre Saulieu (28 km) et Avallon (10 km).
Il est situé à la limite des terres argilo-calcaires de la Terre-Plaine et des sols granitiques du Morvan.
La commune est traversée par le Cousin, rivière qui prend sa source dans le Morvan et qui reçoit à Cussy les eaux de la Romanée.
Le hameau de Presles est rattaché à la commune.

### Climat
Pour des articles plus généraux, voir Climat de la Bourgogne-Franche-Comté et Climat de l'Yonne.
En 2010, le climat de la commune est de type climat des marges montargnardes, selon une étude du Centre national de la recherche scientifique s'appuyant sur une série de données couvrant la période 1971-2000. En 2020, Météo-France publie une typologie des climats de la France métropolitaine dans laquelle la commune est exposée à un climat océanique altéré et est dans la région climatique  Lorraine, plateau de Langres, Morvan, caractérisée par un hiver rude (1,5 °C), des vents modérés et des brouillards fréquents en automne et hiver. 
Pour la période 1971-2000, la température annuelle moyenne est de 10,5 °C, avec une amplitude thermique annuelle de 16,3 °C. Le cumul annuel moyen de précipitations est de 897 mm, avec 12,8 jours de précipitations en janvier et 8,7 jours en juillet. Pour la période 1991-2020, la température moyenne annuelle observée sur la station météorologique de Météo-France la plus proche, « St André », sur la commune de Saint-André-en-Terre-Plaine à 3 km à vol d'oiseau, est de 11,3 °C et le cumul annuel moyen de précipitations est de 849,9 mm. 
La température maximale relevée sur cette station est de 41,3 °C, atteinte le 24 juillet 2019 ; la température minimale est de −16 °C, atteinte le 20 décembre 2009,,. 
Les paramètres climatiques de la commune ont été estimés pour le milieu du siècle (2041-2070) selon différents scénarios d'émission de gaz à effet de serre à partir des nouvelles projections climatiques de référence DRIAS-2020. Ils sont consultables sur un site dédié publié par Météo-France en novembre 2022.

## Urbanisme

### Typologie
Au 1er janvier 2024, Cussy-les-Forges est catégorisée commune rurale à habitat dispersé, selon la nouvelle grille communale de densité à sept niveaux définie par l'Insee en 2022.
Elle est située hors unité urbaine. Par ailleurs la commune fait partie de l'aire d'attraction d'Avallon, dont elle est une commune de la couronne,. Cette aire, qui regroupe 74 communes, est catégorisée dans les aires de moins de 50 000 habitants,.

### Occupation des sols
L'occupation des sols de la commune, telle qu'elle ressort de la base de données européenne d’occupation biophysique des sols Corine Land Cover (CLC), est marquée par l'importance des territoires agricoles (59,5 % en 2018), une proportion sensiblement équivalente à celle de 1990 (59,7 %). La répartition détaillée en 2018 est la suivante : 
prairies (54,6 %), forêts (31,5 %), milieux à végétation arbustive et/ou herbacée (5,8 %), terres arables (4,9 %), zones urbanisées (3,1 %). L'évolution de l’occupation des sols de la commune et de ses infrastructures peut être observée sur les différentes représentations cartographiques du territoire : la carte de Cassini (XVIIIe siècle), la carte d'état-major (1820-1866) et les cartes ou photos aériennes de l'IGN pour la période actuelle (1950 à aujourd'hui).

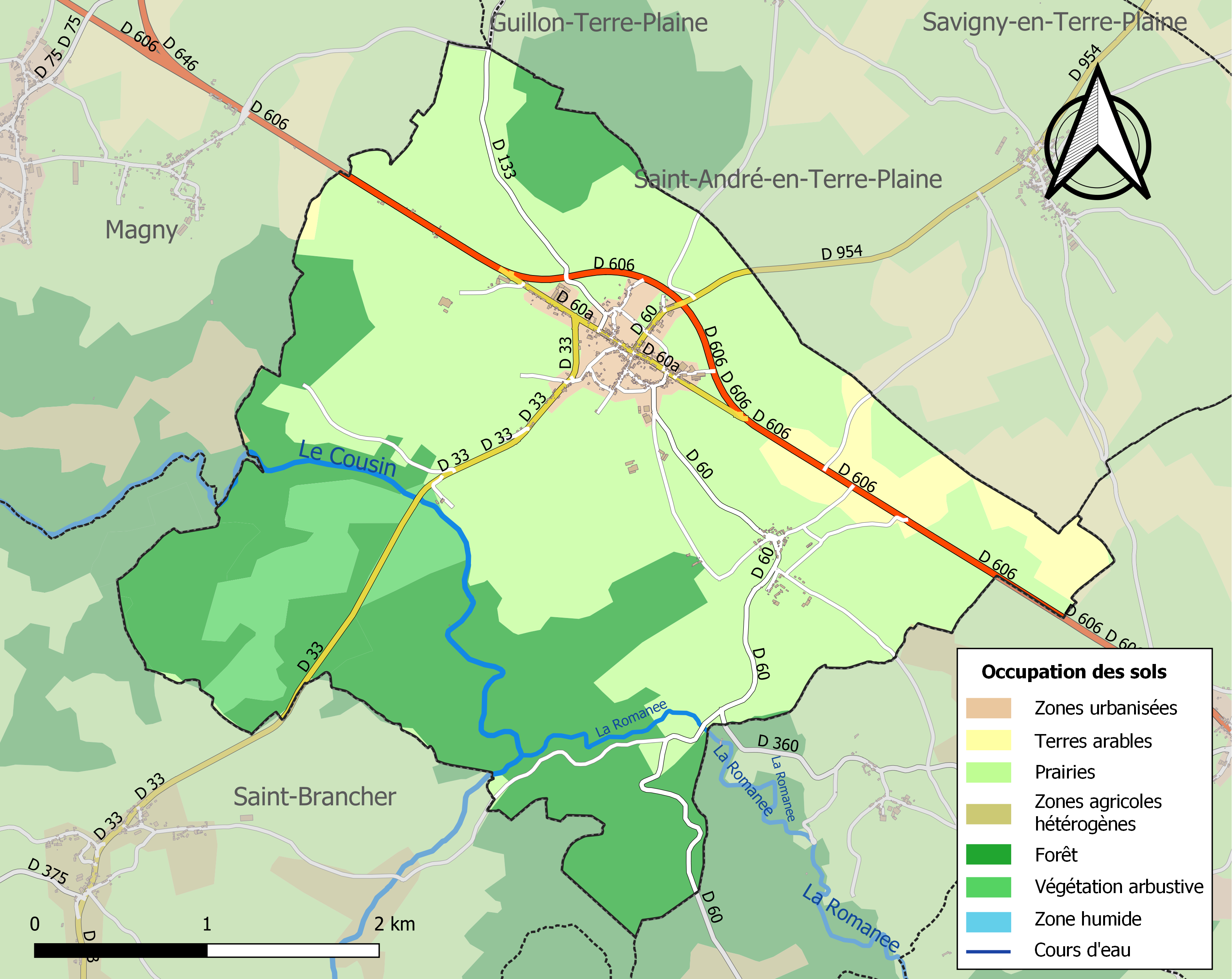
Carte des infrastructures et de l'occupation des sols de la commune en 2018 (CLC).

## Histoire
La présence d'un village du nom de « Casseacus » est attestée au VIIIe siècle, au bord d'un étang dont l'eau fournissait l'énergie à une forge.
Une carrière de granit aurait été exploitée à l'époque gallo-romaine pour la construction de la via Agrippa.
Le fief de Cussy relevait de la seigneurie de Montréal.
À Presles existait au Moyen Âge une seigneurie importante, dont le château était établi près de l'antique voie romaine. Le domaine fut ensuite vendu au comte Bertier de Sauvigny.
Pendant la guerre de Cent Ans, Cussy s'était entourée de fortifications afin de se protéger. « Le village de Cussy est clos de hautes murailles avec de bons fossés et les portes en sont presque toujours fermées. » Les murs existaient encore en 1521, d'après l'historien Courtépée.
Le 6 février 1944, un bombardier lourd Short Stirling Mark III EF 187 de la Royal Air Force du 149e Squadron parti de Lakenheath pour une mission pour le Special Operations Executive au profit du maquis de Semur-en-Auxois, est descendu par un avion chasseur de nuit allemand et s'écrase près du hameau de Presles. Les sept membres de l'équipage sont morts et enterrés au cimetière de Cussy. Due au sculpteur François Rouillot, une stèle a été érigée en mai 2016 à Presles à l'angle de la rue du lavoir (D60) et de la rue du calvaire,.

## Politique et administration
| Période | Période  | Identité                | Étiquette | Qualité                                                  |
| ------- | -------- | ----------------------- | --------- | -------------------------------------------------------- |
| 1790    | 1782     | M. JB Quatrevaux        |           | Aubergiste                                               |
| 1792    | 1795     | M. Antoine Millot       |           | Marchand                                                 |
| 1795    | 1808     | M. Pierre Leclere       |           | Notaire Royal                                            |
| 1808    | 1809     | M. Jacques Pelin        |           | Propriétaire                                             |
| 1809    | 1818     | M. Gabriel Huet         |           | Propriétaire                                             |
| 1818    | 1857     | M. François Quatrevaux  |           | Aubergiste, marchand de bois, conseillerd'arrondissement |
| 1857    | 1878     | M. Antoine Pelletier    |           | Propriétaire                                             |
| 1878    | 1879     | M. JB Gaucher           |           | Propriétaire                                             |
| 1879    | 1881     | M. Anatole Gueneau      |           | Propriétaire                                             |
| 1881    | 1888     | M. Thomas Gautherot     |           | Meunier                                                  |
| 1888    | 1898     | M. Marie Fernand Noirot |           | Marchand de Bois                                         |
| 1898    | 1900     | M. Athanase Jacob       |           | Juge de paix                                             |
| 1900    | 1907     | M. Eugène Girard        |           | Médecin                                                  |
| 1907    | 1921     | M. Charles Blandin      |           | Agriculteur                                              |
| 1921    | 1923     | M. Louis Droin          |           | Avoué                                                    |
| 1923    | 1933     | M. Ernest Regnier       |           | Marchand de vin                                          |
| 1933    | 1942     | M. Marie Charles Boblin |           | Charron                                                  |
| 1943    | 1945     | M. Jean-Louis Dorey     |           | Agriculteur                                              |
| 1945    | 1962     | M. Henri Guillemin      |           | Econome de lycée                                         |
| 1962    | 1977     | M. Louis Léger          |           | Directeur des impôts                                     |
| 1977    | 1995     | M. Robert Marchand      |           | Directeur d'école                                        |
| 1995    | 2008     | M. Bernard Brousset     |           | Agriculteur                                              |
| 2008    | 2014     | M. Guy Blandin          |           | Géomètre                                                 |
| 2014    | En cours | M.Angelo Arena          | DVD       | Artisan                                                  |

## Démographie
L'évolution du nombre d'habitants est connue à travers les recensements de la population effectués dans la commune depuis 1793. Pour les communes de moins de 10 000 habitants, une enquête de recensement portant sur toute la population est réalisée tous les cinq ans, les populations de référence des années intermédiaires étant quant à elles estimées par interpolation ou extrapolation. Pour la commune, le premier recensement exhaustif entrant dans le cadre du nouveau dispositif a été réalisé en 2004.

En 2022, la commune comptait 328 habitants, en évolution de −4,65 % par rapport à 2016 (Yonne : −1,95 %, France hors Mayotte : +2,11 %).
| 1793 | 1800 | 1806 | 1821 | 1831 | 1836 | 1841 | 1846 | 1851 |
| ---- | ---- | ---- | ---- | ---- | ---- | ---- | ---- | ---- |
| 586  | 658  | 668  | 764  | 716  | 763  | 740  | 730  | 706  |

| 1856 | 1861 | 1866 | 1872 | 1876 | 1881 | 1886 | 1891 | 1896 |
| ---- | ---- | ---- | ---- | ---- | ---- | ---- | ---- | ---- |
| 665  | 619  | 632  | 627  | 632  | 610  | 643  | 662  | 674  |

| 1901 | 1906 | 1911 | 1921 | 1926 | 1931 | 1936 | 1946 | 1954 |
| ---- | ---- | ---- | ---- | ---- | ---- | ---- | ---- | ---- |
| 643  | 651  | 639  | 544  | 502  | 486  | 514  | 479  | 390  |

| 1962 | 1968 | 1975 | 1982 | 1990 | 1999 | 2004 | 2006 | 2009 |
| ---- | ---- | ---- | ---- | ---- | ---- | ---- | ---- | ---- |
| 400  | 329  | 314  | 286  | 291  | 305  | 326  | 328  | 336  |

| 2014 | 2019 | 2022 | - | - | - | - | - | - |
| ---- | ---- | ---- | - | - | - | - | - | - |
| 342  | 327  | 328  | - | - | - | - | - | - |

## Culture locale et patrimoine

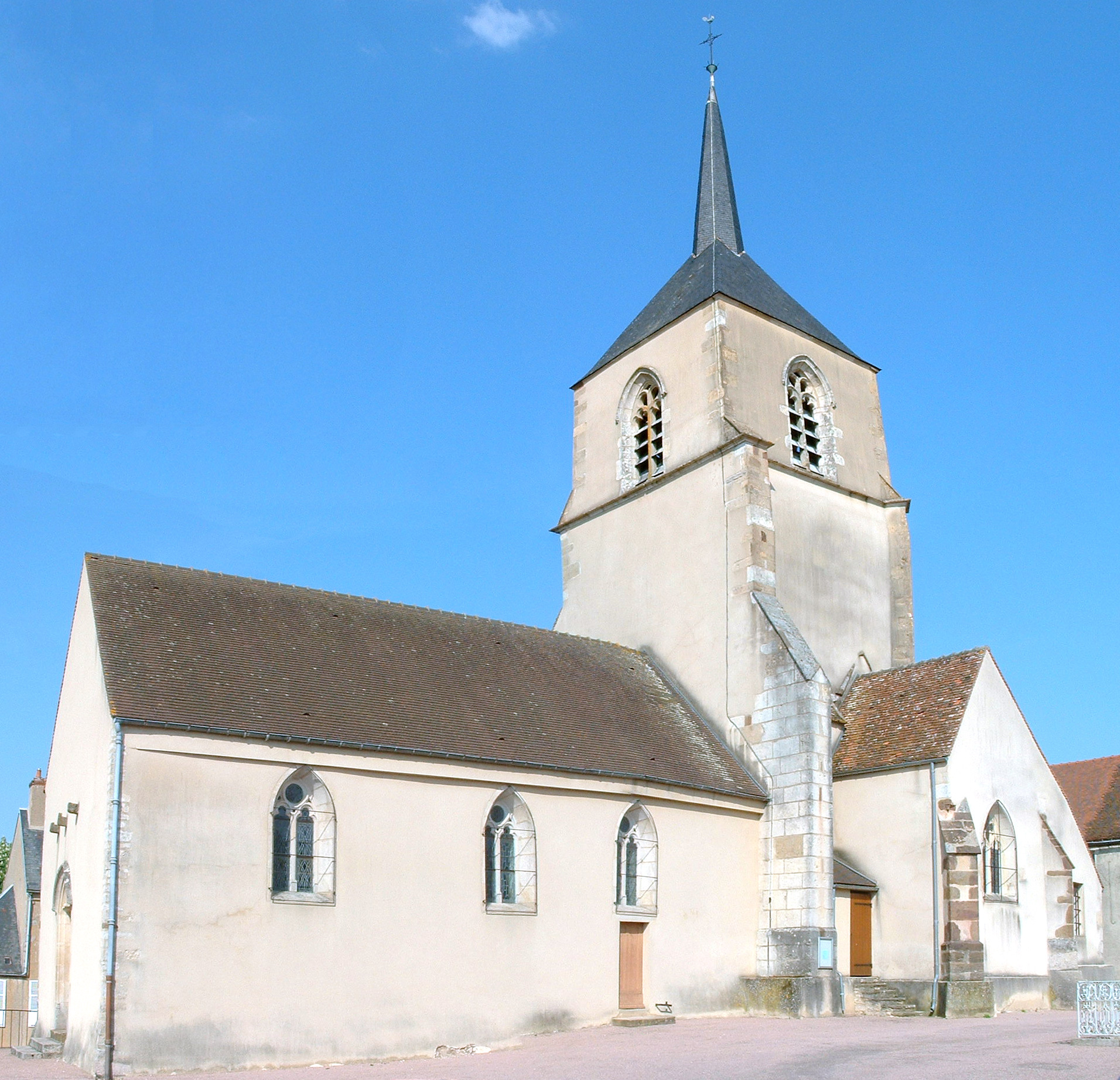
Vue de l'église Saint-Martin.

### Lieux et monuments
- Église Saint-Martin[16],[26]

L'église dépendait dès 921 de l'abbaye Saint-Martin d'Autun. Elle a été reconstruite en grande partie à la fin du XVe siècle, dans le style de la Renaissance.
Elle possède une nef à croix latine, voutée en bois, tandis que le chœur est vouté en pierre. Le clocher est à cheval sur le chœur, avec une baie en ogive sur chaque face. Il est surmonté d'une flèche couverte d'ardoises.
A noter la présence d'une piscine liturgique avec un arc en accolade, à droite de l'autel.

### Personnalités liées à la commune
- Louis Bénigne François Bertier de Sauvigny (1737-1789), intendant de Paris assassiné au début de la Révolution Française. Il rassembla les seigneuries de Cussy et de Presles, dont il fut le dernier seigneur.

## Pour approfondir